# Efrem Zimbalist, Jr.
Efrem Zimbalist, Jr., född 30 november 1918 i New York i New York, död 2 maj 2014 i Solvang i Kalifornien, var en amerikansk skådespelare. 
Zimbalist hade sina största framgångar under 1950- och 1960-talen, främst på TV i serier som 77 Sunset Strip och The F.B.I.. Ofta spelade han roller som privatdetektiv eller agent. Han gjorde även en uppmärksammad roll i Nattens ögon (1967) där han spelade mot Audrey Hepburn. Senare i karriären medverkade han ofta i Remington Steele som Steeles före detta "kompanjon" Daniel och som Don Alejandro de la Vega i TV-serien Zorro. På äldre dagar var han känd som Batmans butler Alfreds röst i Batman: The Animated Series.
Zimbalist var son till den ryskfödde violinisten Efrem Zimbalist och den rumänsk-amerikanska operasångerskan Alma Gluck. Han var far till Stephanie Zimbalist. 

## Filmografi i urval
- Lidelsernas hus (1949)
- Slavhandlaren (1957)
- Maverick (1957–1958) (TV-serie)
- 77 Sunset Strip (1958–1964) (TV-serie)
- The Alfred Hitchcock Hour (1964) (TV-serie)
- Rawhide (1965) (TV-serie)
- The F.B.I. (1965–1974) (TV-serie)
- Nattens ögon (1967)
- Katastroflarm (1974)
- Who is the Black Dahlia? (1975) (TV-film)
- Fantasy Island (1983) (TV-serie)
- Remington Steele (1983-1987) (TV-serie)
- Kärlek ombord (1984) (TV-serie)
- Hotellet (1984, 1986-1988) (TV-serie)
- Hunter (1988) (TV-serie)
- Mord och inga visor (1988, 1990, 1992) (TV-serie)
- Zorro (1990) (TV-serie)
- Hot Shots! Höjdarna! (1991)
- Batman: The Animated Series (1992-1995) (röst i TV-serie)
- Mord, mina herrar (1994) (TV-serie)
- The Nanny (1994) (TV-serie)
- Småstadsliv (1996) (TV-serie)
- Babylon 5 (1997) (TV-serie)
- The New Batman Adventures (1997-1998) (röst i TV-serie)
- Justice League (2003) (röst i TV-serie)